# New Holstein
New Holstein és una població dels Estats Units a l'estat de Wisconsin. Segons el cens del 2000 tenia 3.301 habitants.

## Demografia
Segons el cens del 2000, New Holstein tenia 3.301 habitants, 1.329 habitatges, i 886 famílies. La densitat de població era de 547 habitants per km².
Dels 1.329 habitatges en un 29,3% hi vivien nens de menys de 18 anys, en un 55,3% hi vivien parelles casades, en un 8,1% dones solteres, i en un 33,3% no eren unitats familiars. En el 29% dels habitatges hi vivien persones soles el 13,6% de les quals corresponia a persones de 65 anys o més que vivien soles. El nombre mitjà de persones vivint en cada habitatge era de 2,36 i el nombre mitjà de persones que vivien en cada família era de 2,88.
Per edats la població es repartia de la següent manera: un 22,7% tenia menys de 18 anys, un 6,5% entre 18 i 24, un 26,4% entre 25 i 44, un 23,8% de 45 a 60 i un 20,6% 65 anys o més.
L'edat mediana era de 41 anys. Per cada 100 dones de 18 o més anys hi havia 88,7 homes.
La renda mediana per habitatge era de 43.180 $ i la renda mediana per família de 48.173 $. Els homes tenien una renda mediana de 35.932 $ mentre que les dones 23.750 $. La renda per capita de la població era de 19.911 $. Aproximadament l'1,2% de les famílies i el 3% de la població estaven per davall del llindar de pobresa.

## Poblacions més properes
El següent diagrama mostra les poblacions més properes.